# 坎德拉里蜥屬
坎德拉里蜥屬（學名：Candelaria）是前稜蜥形目歐文蜥科的一屬，是在1946年由Llewellyn Ivor Price發現於巴西南大河州的坎德拉里，是第一個發現於Paleorrota地質公園的前稜蜥形目化石。坎德拉里蜥的身長約40公分，生存於三疊紀中期（拉丁尼階）。